# Леки крайцери тип „Магдебург“
Магдебург (на немски: Magdeburg) са серия леки крайцери на Императорските военноморски сили от времето на Първата световна война. Те са развитие на крайцерите от типа „Колберг“. Всичко от проекта са построени 4 единици: „Магдебург“ (на немски: SMS Magdeburg), „Бреслау“ (на немски: SMS Breslau), „Щралзунд“ (на немски: SMS Stralsund), „Страсбург“ (на немски: SMS Straßburg). Това са първите пълноценни леки крайцери на Германия. Всичките четири крайцера имат активно участие в бойните действия, и именно крайцерите от тази серия, откриват и закриват сметката на бойните загуби сред немските леки крайцери в Първата световна война. Първи става „Магдебург“, заседнал на камъни и унищожен от вътрешен взрив на 23 август 1914 г. Последен е „Бреслау“, които потъва от мини в Егейско море на 25 януари 1918 г. „Щралзунд“ и „Страсбург“ оцеляват и след поражението на Германия влизат с нови имена в състава на френския и италианския флотове: първият започва да се нарича „Мюлхауз“, а вторият „Таранто“. Техен усъвършенстван вариант са крайцерите от типа „Карлсруе“.

## Проектиране
При корабите от тази серия продължават експериментите по отработката на оптималната енергетична установка и броя на гребните валове: „Магдебург“ и „Щралзунд“ имат 3 турбини и три винта, „Бреслау“ – 2 турбини и четири винта, „Страсбург“ – 2 турбини и два винта. Проектната скорост при крайцерите е еднаква: 27 възела при мощност на механизмите от 25 000 к.с.
За първи път немците включват броневия пояс в силовата схема на корпуса, което позволява чувствително да се намали общата маса. Освен това наборът на корпуса е направен по надлъжната система.
Преди това надлъжната система на набор се използва само при неголемите бойни кораби, основно при разрушителите.
Немските инженери успяват да решат всички тези проблеми, при това толкова успешно, че използването на бронята в конструкцията на корпуса и надлъжната система на набор постепенно се превръщат в стандарт за всички флоти.

## Конструкция
Крайцерите са проектирани под ръководството на старшия корабостроителен доктор Ханс Бюкнер.
Първата, и най-забележима промяна, е формата на корпуса. В миналото отива „ехото на фреската мода“ във вид на плавните форми на таранните носове или завала на бордовете. Крайцерите от типа „Магдебург“ получават корпус, с големи плоски повърхности, вертикални бордове, прав наклонен форщевен вместо закръглената „бивна“ и висок полубак.
Това са първите в Германия малки крайцери от нов тип, отличаващи се от предишните, чисто бронепалубни, с това, че те, освен бронирана палуба, имат и брониран пояс по водолинията. От своите предшественици те се отличават и с увеличен до 50 cm (против предишния 45 cm) калибър на торпедата и увеличен запас въглища (1200 t вместо 960 t).
Крайцерите имат нормална водоизместимост от 4570 t, само с 200 t повече, отколкото при предшествениците им, дължина от 136 m по водолинията, ширина 13,5 m и газене от 5,1 m. Главните механизми включват турбини с обща мощност 25 000 к.с., 16 котли военноморски тип в четири котелни отделения. Проектната скорост на хода достига 27 възела, далечината на плаване е 5820 мили при ход 12 възела и 900 на 25.

### Въоръжение
Главният калибър се състои от дванадесет скорострелни 10,5 cm SK L/45 оръдия на единични лафети. Две от тях са редом отпред на бака, осем са разположени в средната част на съда, четири на всяка страна, и две са редом на кърмата. Оръдията имат максимална далекобойност до 12 700 m. Боекомплектът им съставлява 1800 изстрела. Крайцерите носят и два 50 cm траверсни подводни торпедни апарата с общ запас от пет торпеда. Освен това крайцерите могат да носят до 120 морски мини.

### Брониране
Броневият пояс е дълъг (над 3/4 от общата дължина), макар и да е доста тесен, от 60 mm никелова броня, в носовата част той е дебел 18 mm, в кърмовата липсва, хоризонталният участък на броневата палуба (освен на кърмата) има дебела 20 mm никелова броня, скосовете са дебели 40 mm. Височината на главния пояс съставлява 2,6 m и при нормално газене е на 1,3 метра под водата. Малко след началото на главния пояс минава 40 mm носов траверс. Кърмата е защитена от 40 mm палуба и 60 mm скосове. Бойната рубка има стени от 100 mm круповска броня, и стоманен 20 mm покрив от никелова броня. Оръдията на главния калибър се прикриват с щитове дебели 50 mm. Далекомерът е прикрит от 30 mm броня.

### Цена
Средната стойност на един крайцер съставлява 7,77 милиона Германска марка, по-малко, отколкото за предходната бронепалубна четворка. За намаляването на стойността повлиява опростяването на конструкцията и намалената цена на турбоагрегатите, вече усвоени от германската промишленост.

## История на службата
| Име         | Заложен | Спуснат на вода   | Въведен в строй     |
| ----------- | ------- | ----------------- | ------------------- |
| „Магдебург“ | 1910 г. | 13 май 1911 г.    | 2 август 1912 г.    |
| „Бреслау“   | 1910 г. | 18 май 1911 г.    | 10 май 1912 г.      |
| „Щралзунд“  | 1910 г. | 4 ноември 1911 г. | 10 декември 1912 г. |
| „Страсбург“ | 1910 г. | 24 август 1911 г. | 9 октомври 1912 г.  |

### Магдебург
Крайцерът „Магдебург“ е заложен от компанията „Везер“ на стапелите ѝ в град Бремен през 1910 г. Спускането му на вода е на 13 май 1911 г., влиза в състава на флота на 20 август 1912 г. Използва се в качеството на учебен кораб за сапьорите. След началото на войната е в състава на флота на Балтийско море. В течение на първите седмици от войната крайцера осъществява бомбардировки и поставяне на мини около Либава. Впоследствие е изпратен във Финския залив, където на 26 август 1914 г., в мъгла, засяда на камъните около остров Оденхолм. Опитите да се спаси кораба са неуспешни. Поради това крайцера е взривен от своя екипаж и довършен от дошлите на мястото руски крайцери. Немските съдове успяват да свалят част от екипажа, но след това са прогонени от огъня на руските съдове.
„Магдебург“ става първият немски лек крайцер, загинал в световната война. Корпусът на кораба дълги години се намира в точката с координати 59°18′ с. ш. 23°21′ и. д. / 59.3° с. ш. 23.35° и. д..

### Бреслау
„Бреслау“ е построен от корабостроителницата на „Вулкан“ в (Щетин). Заложен през 1910 г., спуснат на вода на 18 май 1911 г. Влиза в състава на флота на 10 май 1912 г. От 1912 г. е в състава на Средиземноморската крайцерска ескадра.
На 8 август „Гьобен“ и „Бреслау“ се срещат близо до град Наксос, а след два дена влизат в Дарданелите. За да спази изискванията на неутралитета, Германия, на 16 август предава двата кораба на Османския флот, макар най-вероятно, продажбата да е просто уловка. На 23 септември, Сушон приема предложение да командва турския флот. „Бреслау“ е преименуван на „Мидили“, а „Гьобен“ е преименуван на „Султан Явуз Селим“; техните немски екипажи остават на корабите и носят османски форми и фесове. Така „Бреслау“ се оказва в центъра на политическата акции, в която двата кораба начело с твърдоглавия и деятелен адмирал успяват да оживят и рязко да усилят в Турция прогерманските настроения и, независимо от действията на английския, руския, френския и американския посланици, въвличат Турция във войната против Антантата.
В първия бой на „Гьобен“ с руския флот, на 18 ноември, близо до носа Сарич „Бреслау“ остава извън досегаемостта на огъня от руските кораби. На 5 – 7 декември прикрива акцията с десант при Сулини доставен с транспорт от 24 диверсанта, облечени в руска форма. След това „Бреслау“ успява да обстреля под Севастопол руски тралчици, избягвайки попаденията от бомби на атакували го хидросамолети.
На 20 януари 1918 г. крайцерът се натъква едновременно на пет английски мини и потъва. Заедно с крайцера загиват 330 души. Гробът на „Бреслау“ – последния лек крайцер на Германия, загинал в 1-вата световна война се намира в 40°05′ с. ш. 26°02′ и. д. / 40.083333° с. ш. 26.033333° и. д..

### Страсбург
„Страсбург“ е построен във военноморската корабостроителница във Вилхелмсхафен. Заложен е през 1910 г., спуснат е на 24 август 1911 г., влиза в състава на флота на 9 октомври 1912 г. В периода 1913 – 1914 г. е в задгранично плаване.
В началото на войната крайцерът влиза в състава на Флота на откритото море.
Крайцерът, на 28 август 1914 г. участва в Хелголандското сражение.
През декември 1914 г. крайцерът участва в рейда над Скарборо, Хартлпул и Уитби.
През март 1915 г. е преведен в Балтика, участва в обстрела на Паланг.
На 8 август 1915 г. участва във форсирането на Ирбенския пролив.
През есента на 1917 г. участва в операциите по превземане на Моонзундските острови.
След края на войната е предаден в Шербур на Италия и преименуван на „Таранто“.

### Щралзунд
„Щралзунд“ е построен в завода на „Везер“ (Бремен). Заложен е през 1910 г., спуснат е на 4 ноември 1911 г., влиза в състава на флота на 10 декември 1912 г. На 28.8.1914 „Щралзунд“ получава леки повреди по време на боя в Хелголандския залив. През 1916 г. крайцерът а получава седем 150 mm оръдия, две от които са поставени линейно-терасовидно на кърмата. Бордовия залп съставлява така пет оръдия. Също му поставят и две 88 mm зенитки.
След края на войната кораба е предаден на Франция (3.8.1920), където е преименуван на „Милхауз“.

## Оценка на проекта
По съчетанието на своите тактико-технически характеристики, към момента на появата им, крайцерите са без аналог в света и оказват съществено влияние на световното военно корабостроене в цяло. Отличават се с добро брониране, система за подводна защита, нелоши мореходни качества и маневреност. Един от недостатъците е малкият калибър на артилерийското въоръжение, което води, в хода на войната, да се превъоръжат със 150 mm оръдия.
Сравнението между германските кораби и британските „Тауни“, построени по едно и също време, показва, че немците надминават англичаните както в мощността на машините, така и в ходовите качества, немските малки броненосни крайцери са по-бързи от британския аналог примерно с два възела.
| Сравнителни ТТХ на турбинните крайцери | |                                    |                                         |                                        |                                                                  |                                                                        |
| Характеристики                         | „Чикума“ · Япония | „Адмирал Шпаун“ Австро-Унгария     | „Актив“ · Великобритания                | „Уеймът“ · Великобритания              | „Колберг“ · Германия                                             | „Магдебург“ · Германия                                                 |
| Година на залагане                     | 1909 | 1908                               | 1910                                    | 1910                                   | 1907                                                             | 1910                                                                   |
| Година на влизане в строй              | 1912 | 1910                               | 1911                                    | 1911                                   | 1909                                                             | 1912                                                                   |
| Размери, m (Д×Ш×Г)                     | 144,8×14,2×5,1 | 130,6×12,8×5,3                     | 123,8×12,6×4,7                          | 138,1×14,8×4,82                        | 130×14×5,36                                                      | 138,7×13,5×5,1                                                         |
| Водоизместимост, t                     | 5080 | 3500                               | 3495                                    | 5334                                   | 4362                                                             | 4570                                                                   |
| Въоръжение                             | 8 – 15,2 cm, 4 – 8-cm, ТА 3×1 – 45 cm                                                                                         | 7 – 10 cm, 1 – 4,7-sm              | 10 – 102 mm, 4 – 47 mm, ТА 2×1 – 450 mm | 8 – 152 mm, 4 – 47 mm, ТА 2×1 – 533 mm | 12 – 10,5 cm, 4 – 5,2 cm, ТА 2×1 – 45 cm                         | 12 – 10,5 cm, ТА 2×1 – 50 cm                                           |
| Брониране, mm                          | Палуба – 57 – 38, пояс – 89 – 50, рубка – 102 (Палуба – 22, борд в района на торпедния отсек – 89, скосове – 57, рубка – 102) | Палуба – 20, пояс – 60, рубка – 50 | Палуба – 25, рубка – 102                | Палуба – 51 – 19, рубка – 102          | Палуба – 20 – 40, скосове – 50 – 80, щитове ГК – 50, рубка – 100 | Палуба – 20 – 40, скосове – 40, пояс – 60, щитове ГК – 50, рубка – 100 |
| Енергетична установка, к.с.            | ПТ, 22 500 | ПТ, 25 130                         | ПТ, 18 000                              | ПТ, 22 000                             | ПТ, 19 000                                                       | ПТ, 25 000                                                             |
| Далечина на плаване, морски мили       | 10 000 на 10 възела 5000 на 16 възела                                                                                         | 4200 на 10 възела                  |                                         | 5600 на 10 възела                      | 3500 на 14 възела                                                | 5820 на 12 възела                                                      |
| Проектна скорост, възела               | 26 |                                    | 25                                      | 25                                     | 25,5                                                             | 27                                                                     |
| Максимална скорост, възела             | 26,79 – 27,14 | 27,01                              | 25,1 – 25,9                             | 25,6 – 26,0                            | 26,3 – 26,8                                                      | 27,5 – 28,2                                                            |

## Коментари
1. ↑  Всички данни са към момента на влизането в строй.
2. ↑  Според немската класификация те се обозначават като малки крайцери (на немски: Kleiner Kreuzer).
3. ↑  Префиксът „SMS“ е от на немски: Seiner Majestat Schiff (Кораб на Негово Величество).
4. ↑  Съгласно номенклатурата на артилерията на флота на Германската империя „SK“ (Schnelladekanone) означава „скорострелно оръдие“, а L/45 означава сравнителната дължина на оръдието в калибри. В дадения случай L/45 означава, че дължината на оръдието съставлява 45 негови калибра (105 × 45).
5. ↑  За британските и американските кораби в източниците водоизместимостта се дава в дълги тона, за това тя е преизчислена в метрични тонове